# Anastassija Witaljewna Rjabowa

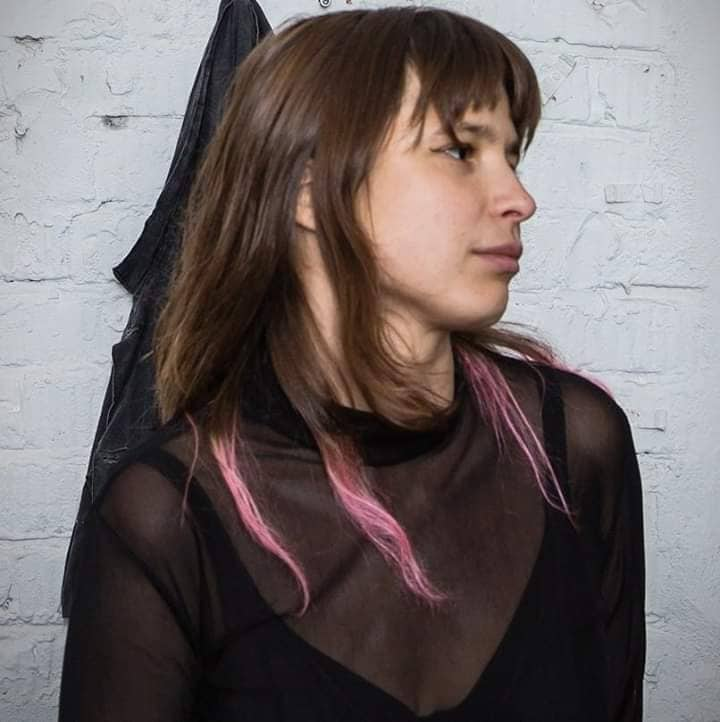
Anastassija Witaljewna Rjabowa (2018)

Anastassija Witaljewna Rjabowa (russisch Анастасия Витальевна Рябова; * 1985 in Moskau) ist eine russische Künstlerin, Kuratorin, Lehrerin und Autorin kritischer Essays. Sie ist Trägerin des Kandinsky-Preises 2011 (Nominierung „Medienkunst. Projekt des Jahres“) und Trägerin des „Soratnik“-Preises (2012). Sie ist die Gründerin des Archivs der privaten Sammlungen der Künstler “Artists’ Private Collections” (von 2010 bis heute). Im Jahr 2015 wurde sie laut Forbes in die Liste der vielversprechenden jungen Künstler Russlands aufgenommen. Sie gehörte 2019 zu den Top 100 der jungen Künstler nach InArt.

## Leben
Anastassija Rjabowa studierte an der Moskauer Wirtschaftshochschule Moskau und schloss ihr Studium mit einem Master in Philosophie ab.

## Ausstellungen (Auswahl)

### Einzelausstellungen
- 2006: Massen von wütenden Fotzen, FABRIKA Projekt, Moskau
- 2010: Jahresbericht, im Rahmen des Parallelprogramms der Kunstmesse COSMOSCOW, Moskau
- 2011: Billion (gemeinsam mit A. Buldakow), Kulturzentrum Kunstpropaganda, Samara
- 2013: „Sternen-Tonnel“, Banka Galerie, Moskau
- 2015: Rückwärtsbewegung Inventar, Triangle Kuratorisches Studio, Moskau
- 2016: „Süßigkeiten und Toffee am Rande der Feindseligkeit oder wo vier Fehler zu finden?“, Akademie der Schönen Künste, Tasku-galleria Näyttely, Helsinki[4]
- 2017: „Süßigkeiten und Toffee am Rande der Feindseligkeit oder wo vier Fehler zu finden?“, Die Gründung von Vladimir Smirnov und Konstantin Sorokin, Moskau
- 2019: Von Deinem Morgen zu Meiner Nacht, Zarya AiR studio, Wladiwostok[5]
- 2019: + (+++), FFTN, Sankt Petersburg

### Gruppenausstellungen
- 2008: Politik in den Straßen!, FABRIKA Projekt, Moskau
- 2010: Moscou dans la valise, Les Salaisons Romainville, Paris[6]
- 2010: KLEBEN SIE ES!, Centre D’art Contemporain “OUI”, Grenoble[7]
- 2011: Modernikon Palazzio, Casa dei Tre Oci, Venedig[8]
- 2011: 4. Moskauer Biennale für zeitgenössische Kunst, Moskau[9]
- 2012: Toasten der Revolution, Familienunternehmen, New York[10]
- 2013: Der Kompromiss Unidee in der letzten Expedition, Arte al Centro, Biella[11]
- 2013: 5. Moskauer Biennale für zeitgenössische Kunst – präsentiert ein Stück „Ihr Geld funktioniert hier nicht mehr“, Moskau[12]
- 2013: Schwerelosigkeit, Nationales Zentrum für zeitgenössische Kunst, Nischni Nowgorod[13]
- 2014: Referendum über den Rückzug aus der Menschheit, Teatr Powszechny, Warschau[14]
- 2015: Vertikale Reichweite, Artspace, Neuer Hafen[15]
- 2015: Metageographie. Raum-Bild-Aktion, Tretjakow-Galerie, Moskau[16]
- 2016: VII. STÄNDIGE SAMMLUNG, Moskauer Museum für moderne Kunst, Moskau[17]
- 2019: Infografiken, Cube.Moscow, Moskau
- 2020: Neoinfantilismus, DK Gromov, Sankt Petersburg

## Publikationen
- Das Präsidium der falschen Berechnungen. 2012
- Die Aufgabensammlung. (2013) – als Mitverfasserin und Redakteurin der Broschüre über die Stadt und die politische Mathematik
- mit Alexandra Nowozhenowa: Eine Einführung in den Beruf. XXI. Jahrhundert. (2017)
- mit Nikolaj Smirnow: Die Politiken des Zeichnens. (2019)

## Kuratierte Projekte
- 2011: Artists’ Ride Space
- 2012: Das Präsidium der falschen Kalkulationen, Museum der Unternehmer, Gönner und Wohltäter, Moskau